# Nuadella primitiva
Nuadella primitiva är en rundmaskart som beskrevs av Allgen 1928. Nuadella primitiva ingår i släktet Nuadella och familjen Leptosomatidae. Inga underarter finns listade i Catalogue of Life.